# Svartkindad tangara
Svartkindad tangara (Coryphaspiza melanotis) är en fågel i familjen tangaror inom ordningen tättingar.

## Utseende och läte
Svartkindad tangara är en 13,5 cm lång distinkt tecknad finkliknande tangara. Hanen har svart på hjässa, ansikte, kinder och örontäckare. Ögonbryn och undersida är smutsvida. På bröstsidorna syns svarta fläckar. Nacken är grå, övergående i brun rygg, båda fint streckade. Vingarna är olivgröna med gult på vingknogen. Den svartaktiga stjärten har vit spets, vilket syns tydligt i flykten. Den finklika näbben är tvåfärgad med svartaktig övre del och orange undre del. Honan är mindre tydligt tecknad utan något svart på huvudet. Vingarna är också grönare. Lätet är ett mycket ljust, insektslikt "prrirítch".

## Utbredning och systematik
Svartkindad tangara placeras som enda art i släktet Coryphaspiza. Den delas in i två underarter med följande utbredning:
- Coryphaspiza melanotis melanotis – förekommer från sydöstra Peru till norra Bolivia, sydöstra Paraguay, sydöstra Brasilien och nordöstra Argentina
- Coryphaspiza melanotis marajoara – förekommer i Ilha de Marajo (östra Brasilien, Pará)

### Familjetillhörighet
Liksom andra finkliknande tangaror placerades denna art tidigare i familjen Emberizidae. Genetiska studier visar dock att den är en del av tangarorna.

## Status och hot
Svartkindad tangara har en liten världspopulation bestående av uppskattningsvis endast 6 000–15 000 vuxna individer. Den tros också minska i antal till följd av habitatförlust. Den är därför upptagen på internationella naturvårdsunionen IUCN:s röda lista över hotade arter, kategoriserad som sårbar (VU).